# Restiosporium meneyae
Restiosporium meneyae är en svampart som beskrevs av Vánky 2000. Restiosporium meneyae ingår i släktet Restiosporium och familjen Websdaneaceae.   Inga underarter finns listade i Catalogue of Life.